# ジャウドヴォ郡
ジャウドヴォ郡（ポーランド語:powiat działdowski、英語:Działdowo County）は、北ポーランドのヴァルミア＝マズールィ県にある地方自治体。1998年の地方行政区画再編の結果、1999年1月1日に誕生した。郡都で最大の都市はジャウドヴォであり、オルシュティンの南65kmに位置する。もう一つの町であるリズバルクはジャウドヴォの西25kmに位置する。（リズバルク郡の郡都であるリズバルクは別の都市である。）
郡は953.18km2の面積がある。2006年の統計で、郡全体の人口が65,110人である。

## 近隣の郡
北部はオストルダ郡、北東はニジツァ郡、南東はムワヴァ郡、南西はジュロミン郡、西部はブロドニツァ郡とノヴェ・ミャスト郡、北西部はイワヴァ郡と接している。

## 下位自治体
郡は6つの下位自治体に分割される。（1つの市、1つの町、4つの村）なお、人口順に並べてある。
| 名称                     | 種類 | 面積（km2） | 人口（2006年） | 中心地           |
| ------------------------ | ---- | ----------- | -------------- | ---------------- |
| ジャウドヴォ             | 市   | 13.4        | 20,824         |                  |
| グミナ・リズバルク       | 町   | 255.7       | 14,484         | リズバルク       |
| グミナ・ジャウドヴォ     | 村   | 272.8       | 9,481          | ジャウドヴォ*    |
| グミナ・ルィブノ         | 村   | 147.5       | 7,258          | ルィブノ         |
| グミナ・イウォボ＝オサダ | 村   | 103.8       | 7,167          | イウォボ＝オサダ |
| グミナ・プウォシニツァ   | 村   | 163.1       | 5,896          | プウォシニツァ   |
| * グミナの一部ではない   |      |             |                |                  |